# Lijst van Sittardenaren
Dit is een alfabetische lijst van Sittardenaren. Het betreft personen die belangrijk waren of zijn voor de Nederlandse plaats Sittard (gemeente Sittard-Geleen in de provincie Limburg).

## Lijst
- Frans Appelmans (1918-1986), dichter
- Charles Beltjens (1832–1890), dichter
- Eddy Beugels (1944-2018), wielrenner
- Rens Blom (1977), polsstokhoogspringer
- Jacques Claessens (1956), dirigent en saxofonist
- Willem Cobben (1897–1985), bisschop van Helsinki
- Jean-Pierre H. H. Cnoops (1969), dirigent en saxofonist
- Mike van Diem (1959), regisseur
- Rineke Dijkstra (1959), fotografe
- Thei Dols (1939), cabaretier, zanger en tv-persoonlijkheid
- Willy Dols (1911-1944), taalkundige
- Willy Dullens (1945-2024), voetballer
- Jo Erens (1928–1955), Limburgstalige troubadour
- Joannes Gijsen (1932-2013), bisschop van Roermond en van Reykjavik
- Frans Gijzels (1911–1977), politicus
- Arie den Hartog (1941–2018), wielrenner
- Toon Hermans (1916–2000), cabaretier, tekstschrijver, liedjeszanger, dichter, kunstschilder, filosoof
- Frederic Adolph Hoefer (1850–1938), Nederlands militair en archivaris
- Wim Hof (The Iceman, 1959), stuntman
- Leo Horn (1916–1995), scheidsrechter
- Francine Houben (1955), architect
- Jan Krekels (1947), wielrenner
- Danny Nelissen (1970), wielrenner
- Jan Nolten (1930-2014), wielrenner
- Jan Notermans (1932-2017), voetballer en voetbaltrainer
- Helga Paetzold (1933–1990), weefkunstenares
- Harry Pennings (1934–2013), commissaris van diverse Nederlandse bedrijven
- John Pfeiffer (1946–2007), voetballer
- Frits Rademacher (1928–2008), Limburgs liedjeszanger
- Bob Ruers (1947), advocaat, journalist, politicus
- Chris Rutten (1942), oud-burgemeester van Breda
- Felix Rutten (1882-1971), schrijver en journalist
- Demi Schuurs (1993) Tennisspeelster
- Jacques Schreurs (1893–1966), priester en schrijver
- René Shuman (1967), zanger, gitarist
- Frans Stapert (1957–2002), slavist, uitgever en vertaler
- Huub Stevens (1953), voetballer en voetbaltrainer
- Liselot Thomassen (1970), journalist
- Joseph Timmers (1907–1996), kunsthistoricus, hoogleraar, museumdirecteur
- Arnold Vanderlyde (1963), bokser
- Vincent Voorn (1984), springruiter
- Huub Willems (1944), rechter, voormalig voorzitter ondernemingskamer Gerechtshof Amsterdam
- Joost Zweegers (1971), singer-songwriter